# Stojan Apostolov
Stojan Ivanov Apostolov (in bulgaro Стоян Иванов Апостолов?; Zelovo, 10 aprile 1946) è un ex lottatore bulgaro, specializzato nella lotta greco-romana.

## Palmarès

### Olimpiadi
- 1 medaglia:
  - 1 argento (Monaco di Baviera 1972 nei pesi leggeri)